# Hoa hậu Quốc tế 2000
Hoa hậu Quốc tế 2000 là cuộc thi Hoa hậu Quốc tế lần thứ 40 được tổ chức vào ngày 4 tháng 10 năm 2000 tại Koseinenkin Hall ở thủ đô Tokyo của Nhật Bản. 56 thí sinh tham dự cuộc thi năm nay. Trong đêm chung kết, Hoa hậu Quốc tế 1999 Paulina Gálvez đến từ Colombia đã trao vương miện cho Vivian Urdaneta đến từ Venezuela.

## Kết quả

### Thứ hạng
| Kết quả              | Thí sinh |
| -------------------- | --- |
| Hoa hậu Quốc tế 2000 | - Venezuela – Vivian Urdaneta |
| Á hậu 1              | - Hàn Quốc – Son Tae-young |
| Á hậu 2              | - Nga – Svetlana Goreva |
| Top 15               | - Canada – Angeliki Lakouras - Colombia – Carolina Cruz Osorio - Cộng hòa Séc – Markéta Svobodná - Phần Lan – Kati Nirkko - Ấn Độ – Gayatri Joshi - Nhật Bản – Kanako Shibata - Mexico – Leticia Murray - Slovakia – Michaela Strahlová - Thụy Điển – Gabrielle Elisabeth Heinerborg - Tunisia – Ismahero Lahmar - Thổ Nhĩ Kỳ – Hulya Karanlik - Ukraine – Yana Anatoliyivna Razumovska |

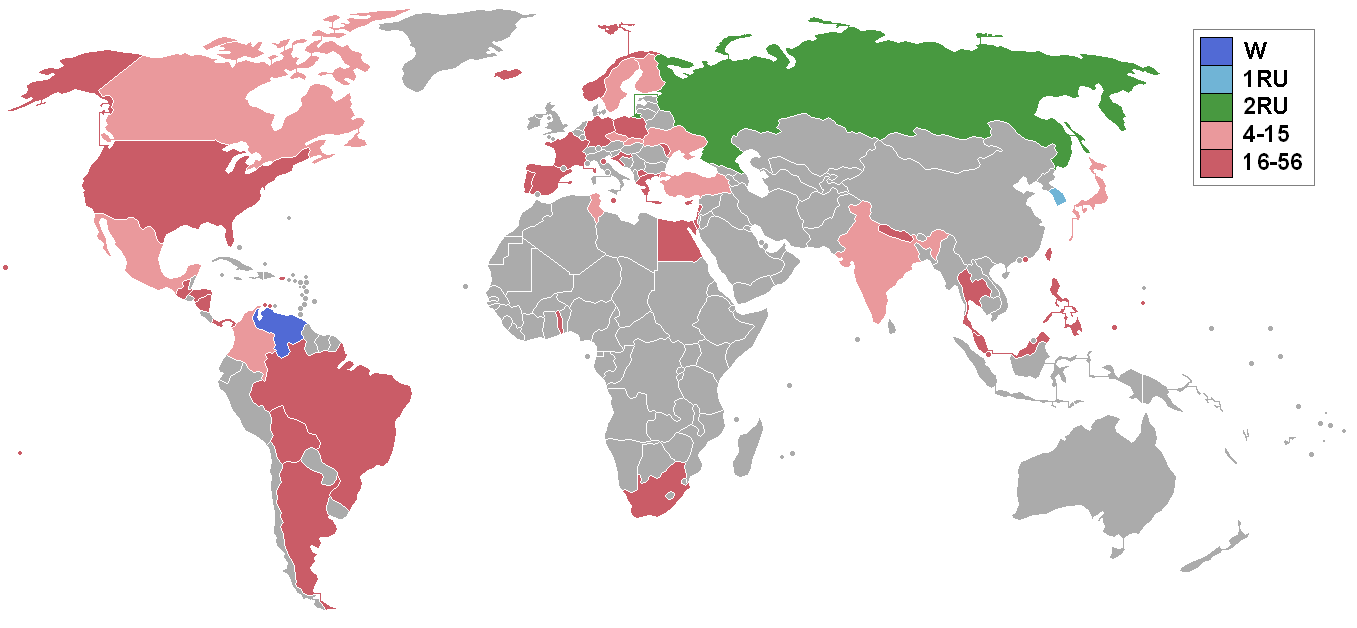
Các quốc gia và vùng lãnh thổ tham gia Hoa hậu Quốc tế 2000 và kết quả.

### Giải thưởng phụ
| Giải thưởng                 | Thí sinh                              |
| --------------------------- | ------------------------------------- |
| Trang phục dân tộc đẹp nhất | - Aruba - Carolina Francisca Albertsz |
| Hoa hậu Thân thiện          | - Đức - Doreen Adler                  |
| Hoa hậu Ảnh                 | - Hàn Quốc - Son Tae-young            |

## Các thí sinh
Cuộc thi năm nay có 56 thí sinh:
- Argentina – Natalia Cecilia Dalla Costa
- Aruba – Carolina Fransisca Albertsz
- Bolivia – Catherine Villarroel Márquez
- Brazil – Maria Fernanda Schneider Schiavo
- Canada – Angeliki Lakouras
- Colombia – Carolina Cruz Osorio
- Croatia – Ana Gruica
- Curaçao – Roselle Angèle Augusta
- Síp – Nikoletta Violari
- Cộng hòa Séc – Markéta Svobodná
- Ai Cập – Hagar Ahmed El Taher
- Phần Lan – Kati Hannele Nirkko
- Pháp – Tatiana Micheline Bouguer
- Đức – Doreen Adler
- Hy Lạp – Dimitra Kitsiou
- Guam – Liza Marie Leolini Camacho
- Guatemala – Yazmin Alicia Di Maio Bocca
- Hawaii – Carly Makanani Ah Sing
- Honduras – Alba Marcela Rubí Castellón
- Hồng Kông – Vương Khả Huệ
- Iceland – Anna Lilja Björnsdóttir
- Ấn Độ – Gayatri Anilkumar Joshi
- Israel – Dana Farkash
- Nhật Bản – Kanako Shibata
- Hàn Quốc – Son Tae-young
- Liban – Sahar Mahmoud Al-Ghazzawi
- Macedonia – Sanja Nikolik
- Malaysia – Aida Stannis Kazum
- Malta – Dominique Desira
- Mexico – Leticia Murray
- Moldova – Elena Andrej Ungureanu
- Nepal – Uma Bogati
- Nicaragua – Marynés Argüello César
- Na Uy – Frida Agnethe Jonson
- Palau – Eloisa Dilbodel Senior
- Panama – Cristina Marie Sousa Broce
- Philippines – Joanna Maria Mijares Peñaloza
- Ba Lan – Emilia Ewelina Raszynska
- Bồ Đào Nha – Tânia Isabel Campanacho Ferreira
- Puerto Rico – Rosiveliz Díaz Rodríguez
- Nga – Svetlana Victorovna Goreva
- San Marino – Chiara Valentini
- Singapore – Lorraine Mann Loo Koo
- Slovakia – Michaela Strählová
- Nam Phi – Irmari Steyl
- Tây Ban Nha – Raquel González Rovira
- Thụy Điển – Gabrielle Elisabeth Heinerborg
- Tahiti – Hinarai Leboucher
- Đài Loan – Giang Hân Đình
- Thái Lan – Phongkajorn Sareeyawat
- Togo – Pamela Agnélé Gunn
- Tunisia – Ismahero Lahmar
- Thổ Nhĩ Kỳ – Hulya Karanlik
- Ukraine – Yana Anatoliyivna Razumovska
- Hoa Kỳ – Kirstin Anne Cook
- Venezuela – Vivian Urdaneta

## Chú ý

### Lần đầu tham gia
| - Croatia - Moldova | - Nepal - San Marino |

### Trở lại
| - Lần cuối tham gia vào năm 1964: - Đài Loan - Lần cuối tham gia vào năm 1968: - Nam Phi - Lần cuối tham gia vào năm 1991: - Tahiti - Lần cuối tham gia vào năm 1992: - Canada | - Lần cuối tham gia vào năm 1994: - Thụy Điển - Lần cuối tham gia vào năm 1995: - Thái Lan - Lần cuối tham gia vào năm 1997: - Puerto Rico - Lần cuối tham gia vào năm 1998: - Honduras |

### Bỏ cuộc
| - Bờ Biển Ngà - Anh Quốc - Cộng hòa Dominica - Latvia | - Quần đảo Bắc Mariana - Senegal - Uruguay |